# Später Kastanienwickler
Der Späte Kastanienwickler oder Eichenwickler (Cydia splendana) ist eine Schmetterlingsart aus der Familie der Wickler (Tortricidae), dessen Raupen sich unter anderem in reifen Früchten der Edelkastanie entwickeln.

## Merkmale
Die Falter haben eine Flügelspannweite von 14 bis 22 Millimetern. Die Vorderflügel sind aschgrau oder graubraun. Der Basalfleck ist undeutlich. Im Außenbereich befindet sich eine deutliche schwärzliche Zeichnung, die sich um den Augenfleck und den Subapikalbereich erstreckt. Die Hinterflügel sind rötlich braun und an der Basis und am Innenrand etwas heller.
Die Raupen erreichen im fünften und letzten Raupenstadium eine Länge von 13 bis 15 Millimetern. Der Kopf ist hell gelblichbraun gefärbt, der Prothorakalschild und die Analplatte sind schwach sklerotisiert und gelblich. Warzen und Analkamm fehlen. Das Abdomen ist graugrün oder gelblichweiß und gelegentlich lilagrau getönt. Raupenhaut und Pinacula (kleine sklerotisierte Bereiche an der Borstenbasis) besitzen die gleiche Färbung. Die Analdrüse ist vorhanden. Die Bauchbeine des dritten bis sechsten Abdominalsegmentes besitzen 14 bis 21 mikroskopisch kleine Haken, die kreisförmig angeordnet sind. Der Nachschieber hat nur sieben bis neun Haken.
Die Puppen sind neun bis zehn Millimeter lang und braun. Auf dem zweiten bis siebenten Abdominaltergit befinden sich zwei Querreihen von kurzen, dicken Stacheln, auf dem achten bis zehnten Segment ist es jeweils nur eine Querreihe.

### Ähnliche Arten
- Cydia fagiglandana (Zeller, 1841). Die Zeichnung vor dem Innenwinkel und der violette Augenfleck unterscheiden Cydia splendana von Cydia fagiglandana.

## Verbreitung
Der Späte Kastanienwickler ist in Europa und Kleinasien, im Norden des Iran, in Russland (Ural) und auf Madeira verbreitet. Er besiedelt Laubwälder mit Beständen von Eichen (Quercus) und Edelkastanien (Castanea sativa).

## Lebensweise
Die Lebenserwartung der männlichen Falter liegt im Durchschnitt bei zehn bis zwölf Tagen, das Maximum beträgt 21 Tage. Die Lebensdauer der Weibchen ist kürzer als die der männlichen Falter. Etwa 24 Stunden nach der Paarung beginnen die Weibchen mit dem Ablegen der Eier. Im Durchschnitt werden etwa 60 Eier pro Tag über einen Zeitraum von zehn Tagen gelegt. Diese werden einzeln auf den jungen Früchten platziert, bei der Edelkastanie werden sie hauptsächlich entlang der Blattadern und in der Nähe der Früchte angeheftet, wobei keine der beiden Blattseiten favorisiert wird. Die Raupen schlüpfen nach etwa 10 bis 15 Tagen und bohren sich am Ansatzpunkt der Früchte in diese hinein. In einer Frucht entwickelt sich nur eine Raupe, die während ihrer Entwicklung die Nuss mehr oder weniger leer frisst und sie mit Exkrementen füllt. Das gleichzeitige Auftreten mehrerer Raupen in einer Frucht ist extrem selten, da eine innerartliche Konkurrenz besteht. Insgesamt dauert die Raupenentwicklung 35 bis 45 Tage, wobei fünf Stadien durchlaufen werden. Befallene Früchte sehen äußerlich unversehrt aus, fallen jedoch frühzeitig vom Baum. Auf diese Weise gelangen die Tiere auf den Boden, wo sie ein neues, ca. 1,5 bis 3 Millimeter großes Loch in die Schale der Frucht fressen und diese verlassen. Die erwachsenen Raupen graben sich anschließend fünf bis zehn Zentimeter in den Boden ein und überwintern eingesponnen in einem festen, braunen Seidenkokon, der auch Bodenmaterial enthält. Manchmal findet man Kokons auch im Bodenstreu und unter Moosen sowie in Rindenspalten von Bäumen, seltener auch in verlassenen Gallen von Gallwespen und anderen Pflanzengallen. Die Diapause während des Winters dauert zwischen 144 Tagen (17 °C) und 96 Tagen (20 °C). Die Verpuppung findet im nächsten Frühjahr statt, die Puppenruhe dauert zwei bis vier Wochen.

### Flug- und Raupenzeiten
Es wird eine Generation pro Jahr gebildet, die in Mitteleuropa von Juni bis Juli und in Südeuropa von August bis September fliegt. Die Flugaktivität beginnt mit der Dämmerung und reicht bis in die Nacht hinein. Die Hauptaktivität liegt in den Stunden vor Mitternacht. Die Falter werden vom Licht angelockt.

## Bedeutung als Schädling
Die Raupen befallen und zerstören die reifen Nüsse, die Fruchthüllen werden braun und fallen verfrüht ab. Da befallene Nüsse schwer zu erkennen sind, erhöht ein Befall auch die Verarbeitungskosten vor dem Verkauf erheblich. Der Befall ist in trockenen Sommern und auf armen, steinigen Böden meist stärker. Ein Monitoring erfolgt durch Pheromonfallen, um die Anzahl der Falter abzuschätzen. Der Befall wird durch Stichproben an den Früchten ermittelt, wobei anhand des Fraßbildes nicht ersichtlich ist, ob es sich um Cydia splendana oder Cydia amplana handelt. Dazu müssen die Raupen bis zum Falter durchgezüchtet werden. Vorbeugend werden befallene Fruchthüllen rasch entsorgt, um ein Eingraben der Raupen in den Boden zu verhindern. Bekämpfungsmaßnahmen sind Bodenbearbeitung im Winter sowie der Einsatz von Insektiziden, soweit zugelassen. Es gibt Versuche, den Späten Kastanienwickler mittels Eiparasiten (Parasitoiden) zu bekämpfen. Parasitoide sind die Brackwespen Ascogaster quadridentatus, Phanerotoma dentata, Microdus tumidulus und die Schlupfwespen Pristomerus vulnerator, Itoplectis maculator, Epirus ventricosus, verschiedene Trichogrammatidae und Eulophidae sowie die Raupenfliegen Bessa selects und Zenillea roseanae. Eine pathogene Wirkung entfaltet der Schimmelpilz Paecilomyces farinosus.